# تسینوویتس
تسینوویتس (به آلمانی: Zinnowitz) یک شهر در آلمان است که در فرپومرن-گرایفسوالد واقع شده‌است. تسینوویتس ۳٬۷۰۰ نفر جمعیت دارد.